# Tainia obpandurata
Tainia obpandurata är en orkidéart som beskrevs av H.Turner. Tainia obpandurata ingår i släktet Tainia och familjen orkidéer. Inga underarter finns listade i Catalogue of Life.